# Exosfeer

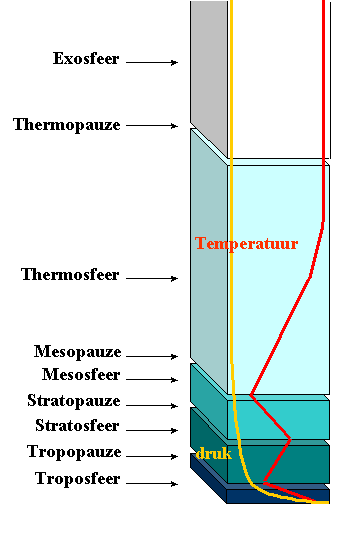
Opbouw van de atmosfeer.

De exosfeer is de buitenste laag van de dampkring. De exosfeer begint op een hoogte van ongeveer 500 à 690 km waar deze grenst aan de bovenkant van de thermosfeer en eindigt op een hoogte van ongeveer 10.000 km. De naam is afgeleid van het Griekse woord exo, dat staat voor buiten. Hiermee wordt verwezen naar het feit dat deze laag de overgang vormt met de ruimte. Met de exosfeer gaat de dampkring van de aarde over in het luchtledige van de ruimte.
Alleen van dit buitenste deel van de dampkring kunnen atmosferische gassen, atomen en moleculen in zekere mate de ruimte in en zo ontsnappen aan de aardse zwaartekracht.
Vanwege het grote belang van het aardmagnetisch veld op de structuur en eigenschappen van de exosfeer wordt de buitenste laag de magnetosfeer genoemd. Het grootste deel van de gassen in de exosfeer zijn lichte gassen, voornamelijk helium, koolstofdioxide en, aan de exobasis, atomair zuurstof. De exobasis, ook wel het kritische niveau genoemd, is het laagste deel van de exosfeer en kan op twee manieren worden gedefinieerd:
1. De hoogte waarboven het aantal atomaire botsingen tussen deeltjes verwaarloosbaar is; er zijn zo weinig deeltjes in de laag aanwezig dat deze zonder met elkaar te botsen door de laag kunnen bewegen;
2. De hoogte waarboven de atomen die de laag vormen bewegen langs zuivere ballistische banen; er zijn zo weinig deeltjes in de laag aanwezig dat deze perfecte ballistische banen kunnen volgen.

Troposfeer · Tropopauze · Stratosfeer · Stratopauze · Mesosfeer · Mesopauze · Thermosfeer · Thermopauze · Exosfeer